# Gino Basso
Gino Basso (Lonio-Brienzio, 14 settembre 1914 – ...) è stato un cestista italiano.

## Carriera
Ha giocato con la maglia della nazionale italiana di pallacanestro l'Europeo 1935 e le Olimpiadi 1936, per un totale di quattro presenze. In Italia ha giocato nell'AS Pallacanestro Napoli.